# Chiến dịch Anton
Chiến dịch Anton (tiếng Đức: Fall Anton) là cuộc chiếm đóng quân sự vào Pháp do Đức và Ý tiến hành vào tháng 11 năm 1942. Chiến dịch đánh dấu sự kết thúc của chế độ Vichy với tư cách là một quốc gia độc lập trên danh nghĩa, giải tán quân đội, nhưng chế độ vẫn tiếp tục tồn tại như một chính phủ bù nhìn ở nước Pháp bị chiếm đóng. Một trong những hành động cuối cùng của lực lượng vũ trang Vichy trước khi giải thể là đánh đắm hạm đội Pháp ở Toulon để ngăn không cho hạm đội rơi vào tay phe Trục.

## Bối cảnh
Một kế hoạch của Đức nhằm giải thể Chính Phủ Vichy đã được vạch ra vào tháng 12 năm 1940 với mât danh là Chiến dịch Attila và nhanh chóng được xem xét với Chiến dịch Camellia, kế hoạch chiếm Corsica. Chiến dịch Anton đã thay đổi một chút so với Chiến dịch Attila ban đầu, bao gồm các đơn vị Đức khác nhau và thêm sự tham gia của Ý.
Đối với Adolf Hitler, lý do chính để cho phép một nước Pháp độc lập trên danh nghĩa tồn tại là, trong trường hợp không có ưu thế về hải quân của Đức, nước này là phương tiện thực tế duy nhất để từ chối việc sử dụng các thuộc địa của Pháp cho Đồng minh. Tuy nhiên, cuộc đổ bộ của quân Đồng minh vào Bắc Phi thuộc Pháp vào ngày 8 tháng 11 năm 1942 đã khiến cơ sở lý luận đó biến mất, đặc biệt là khi người ta nhanh chóng nhận ra rằng chính phủ Vichy không có ý chí chính trị cũng như phương tiện thực tế để ngăn chặn chính quyền thuộc địa Pháp khuất phục trước sự chiếm đóng của quân Đồng minh. Hơn nữa, Hitler biết rằng ông ta không thể mạo hiểm vì có nguy cơ bị tấn công thọc xườn tại vùng Địa Trung Hải của Pháp. Sau cuộc trò chuyện cuối cùng với Thủ tướng Pháp Pierre Laval, Hitler ra lệnh chiếm đóng Corsica vào ngày 11 tháng 11 và Chính phủ Vichy vào ngày hôm sau.

## Diễn biến
Đến tối ngày 10 tháng 11 năm 1942, phe Trục đã hoàn thành việc chuẩn bị cho Chiến dịch Anton. Tập đoàn quân 1 tiến từ bờ biển Đại Tây Dương, song song với biên giới Tây Ban Nha, trong khi Tập đoàn quân 7 tiến từ miền trung nước Pháp về phía Vichy và Toulon, dưới sự chỉ huy của Tướng Johannes Blaskowitz. Tập đoàn quân số 4 của Ý chiếm Riviera và một sư đoàn Ý đổ bộ lên Corsica. Đến tối ngày 11 tháng 11, xe tăng Đức đã đến bờ biển Địa Trung Hải.
Quân Đức đã lên kế hoạch cho Chiến dịch Lila nhằm chiếm giữ nguyên vẹn hạm đội Pháp đã đào ngũ tại Toulon. Các chỉ huy hải quân Pháp đã cố gắng trì hoãn quân Đức bằng cách thương lượng và khuất phục đủ lâu để đánh đắm tàu của họ vào ngày 27 tháng 11, trước khi quân Đức kịp chiếm giữ chúng, ngăn không cho ba thiết giáp hạm, bảy tàu tuần dương, 28 tàu khu trục và 20 tàu ngầm rơi vào tay phe Trục.. Bất chấp sự thất vọng của Bộ tham mưu Hải quân Đức, Hitler cho rằng việc loại bỏ hạm đội Pháp đã đánh dấu sự thành công của Chiến dịch Anton, vì việc tiêu diệt hạm đội đã khiến cho Charles de Gaulle và Lực lượng Pháp tự do phải khuất phục.
Chính phủ Vichy không hạn chế các chương trình phát thanh phản đối việc vi phạm hiệp định đình chiến năm 1940. Chính phủ Đức phản bác rằng chính người Pháp đã vi phạm hiệp định đình chiến trước khi không đưa ra phản đối kiên quyết đối với cuộc đổ bộ của Đồng minh vào Bắc Phi. Quân đội Vichy Pháp gồm 50.000 người chiếm các vị trí phòng thủ xung quanh Toulon, nhưng khi đối mặt với yêu cầu giải tán của quân Đức, họ đã làm như vậy vì thiếu khả năng quân sự để chống lại lực lượng phe Trục.

## Kết cục
Mặc dù chỉ trở thành một chính phủ bù nhìn, chế độ Vichy tiếp tục thực thi chính quyền dân sự trên danh nghĩa đối với toàn bộ nước Pháp ngoại trừ Alsace-Lorraine, như nó đã làm từ năm 1940. Khu vực chiếm đóng của Ý đã bị bãi bỏ sau khi Mussolini bị loại bỏ khỏi chính phủ và yêu cầu đình chiến sau đó của chính phủ Ý vào năm 1943. Pháp sau đó vẫn nằm dưới sự chiếm đóng hoàn toàn của Đức từ đó cho đến khi quân Đồng minh đổ bộ và giải phóng vào năm 1944.

## Cước chú
1. ↑  Schreiber 1990, tr. 78.
2. ↑  Schreiber 1990, tr. 827.